# Kościół św. Barbary i Najświętszej Maryi Panny Matki Kościoła w Rechcie
Kościół świętej Barbary i Najświętszej Maryi Panny Matki Kościoła w Rechcie – rzymskokatolicki kościół parafialny należący do parafii pod tym samym wezwaniem (dekanat strzeliński archidiecezji gnieźnieńskiej). 
Jest to świątynia wzniesiona w 1758 roku w stylu barokowym. Wybudowano ją z drewna, charakteryzuje się konstrukcją zrębową i jednonawowym wnętrzem. Zamknięte trójbocznie prezbiterium jest mniejsze w stosunku do nawy, z boku przylega do niego zakrystia. Kruchta jest umieszczona z przodu nawy i posiada wejście osłonięte gankiem z trójkątnym szczytem, podpartym czterema słupami. Dach świątyni jest dwukalenicowy, pokryty łupkiem z sześciokątną wieżyczką na sygnaturkę, zwieńczoną blaszanym dachem hełmowym z latarnią. We wnętrzu można zobaczyć częściowo przeniesione wyposażenie z pierwszej kaplicy św. Barbary, m.in. XV-wieczną rzeźbę zesłania Ducha Świętego, której autor wywodził się z kręgu uczniów Wita Stwosza, i zapewne również ołtarz główny, na którym została odkryta data „1725”. Belka tęczowa jest ozdobiona krucyfiksem z XIX wieku, a na ścianach jest umieszczona skromna polichromia o stylizowanych motywach kujawskich, wykonana w latach 90. XX wieku przez Marię Patyk. W oknach są wprawione witraże. W 2014 we wnętrzu kościoła przeprowadzono prace konserwatorskie.